# Acer diabolicum
Acer diabolicum är en kinesträdsväxtart som beskrevs av Carl Ludwig von Blume och Johann Friedrich Wilhelm Koch. Acer diabolicum ingår i släktet lönnar, och familjen kinesträdsväxter. Inga underarter finns listade i Catalogue of Life.